# Groupement forestier
 (novembre 2014).
Si vous disposez d'ouvrages ou d'articles de référence ou si vous connaissez des sites web de qualité traitant du thème abordé ici, merci de compléter l'article en donnant les références utiles à sa vérifiabilité et en les liant à la section « Notes et références ».
Pour les articles homonymes, voir GFF.
Un groupement forestier (GF) est une société civile particulière à vocation forestière. Son activité a pour objectif la constitution, l’amélioration, l’équipement, la conservation d’un ou plusieurs massifs forestiers, ainsi que l’acquisition de forêts ou de terrains à boiser.

## Historique
Les groupements forestiers ont été institués par un décret de 1954 pour favoriser le reboisement et la gestion forestière. Le texte initial a été modifié par la loi forestière de 1963, dite loi « Pisani » et codifié dans le code forestier,.

## Investissement
Les groupements forestiers peuvent constituer des véhicules d'investissement sur un modèle semblable à celui de la société civile immobilière (SCI). On parle alors de groupements fonciers forestiers (GFF) ou de groupements forestiers d'investissement (GFI). Le capital d'un groupement forestier est divisé en parts sociales qui peuvent verser un rendement annuel sous forme de dividende, principalement issu des coupes et ventes de bois. Les groupements forestiers peuvent donc constituer des outils de diversification du patrimoine, mais la rentabilité des parts est généralement faible, de l'ordre de 1% par an,. La fiscalité liée à la détention de parts de groupements forestiers est conçue pour être avantageuse en cas de détention longue (8 ans ou plus) et de transmission intergénérationnelle.

## Fiscalité
Les groupements forestiers, comme toute propriété forestière, bénéficient d’une fiscalité favorable, notamment en matière de droits de mutation, d’impôt sur la fortune immobilière (IFI), de taxe foncière et d’impôt sur le revenu.

### Droits de mutation
Les droits de mutation sont dus dans le cas notamment de successions ou de donations (mutations à titre gratuit). Pour éviter un morcellement territorial trop important, le législateur accorde aux GF (ou aux particuliers propriétaires de forêts) une fiscalité particulière. En effet depuis 1959, « l’amendement Monichon » a modifié la « loi Sérot » de 1930 qui accordait des exonérations aux mutations à titre onéreux  (achats de forêts), en l'étendant aux mutations à titre gratuit. A noter que depuis le 1er janvier 1999, seules les dispositions de « l’amendement Monichon » demeurent applicables.
En application du régime Monichon, les droits de mutation sont exonérés de fiscalité à hauteur de 75 %. Pour bénéficier de cette exonération le contribuable doit obtenir un certificat de la DDT(M) attestant que les bois et forêts en cause sont susceptibles de présenter une garantie de gestion durable. Aussi, en contrepartie, le GF s’engage à mettre en œuvre sur les parcelles de leur forêt, durant 30 ans, le programme de coupes et de travaux du Document de gestion durable (DGD) agréé de sa forêt (Plan simple de gestion – PSG, un Règlement type de gestion – RTG ou un Code de bonnes pratiques sylvicoles –CBPS).
Pour s'assurer du respect de la gestion durable de la forêt bénéficiaire de l'exonération, le GF doit présenter à la DDT(M) tous les 10 ans un bilan de sa gestion passée. 
En outre des contrôles sur le terrain sont exercés par les DDT(M) afin de constater d'éventuelles lacunes aux obligations consenties. En cas de manquements, intervient une déchéance partielle ou totale des droits à exonération, et la mise en paiement des droits dont la mutation a été exonérées et de droits supplémentaires de 30%, 20% ou 10% de la réduction consentie selon que le manquement est constaté avant l’expiration respectivement de la 10e, 20e ou 30e année suivant la mutation.

### Impôt sur la fortune immobilière (IFI)
En tant que biens fonciers, les bois et forêts entrent dans l’assiette de l’impôt sur la fortune immobilière (IFI). Cependant, l’IFI peut être, dans la plupart des cas, comme pour les droits de mutations, exonérés de 75% de la valeur des parts. Les conditions et sanctions concernant l'exonération des droits de mutations citées précédemment s'appliquent également à l'exonération sur l'IFI. 

### Taxe foncière
Les GF sont redevable de la taxe foncière sur les propriétés non bâties. La taxe foncière sur les terrains boisés est calculée à partir du revenu cadastral indiqué sur la matrice cadastrale. Le revenu cadastral des parcelles forestières est évalué à partir de la production estimée de chaque type de peuplement (par région naturelle, par nature des bois et classe de productivité). La taxe foncière est égale au revenu cadastral multiplié par les taux d’imposition fixés par les différentes collectivités.
Les jeunes forêts bénéficient d'une exonération de la taxe foncière à 100% temporaire d'une durée dépendante de la nature des bois : 10 ans pour les peupliers, 30 ans pour les résineux et 50 ans pour les feuillus.

### Impôt sur le revenu (IR)
L’impôt sur le revenu est forfaitaire, calculé à partir du revenu cadastral. Les revenus provenant de la vente de bois ne rentrent donc pas en ligne de compte.
Concernant les GF, chacun des associés est redevable de l'impôt sur le revenu, basé sur le revenu cadastral établit au prorata de la part sociale qu'il détient.
Pour les jeunes forêts, dans les mêmes conditions que pour la taxe foncière, le sociétaire bénéficie d'une exonération de 50% temporaire sur le revenu cadastral.